# 比尔拉普尔
比尔拉普尔（Birlapur），是印度西孟加拉邦South Twentyfour Parganas县的一个城镇。总人口19830（2001年）。

## 人口
该地2001年总人口19830人，其中男性10930人，女性8900人；0—6岁人口2668人，其中男1411人，女1257人；识字率61.02%，其中男性为68.38%，女性为51.99%。